# Guerra de Paquisha
A do Guerra do Paquisha ou Falso Paquisha foi um breve confronto militar que ocorreu entre Janeiro e Fevereiro de 1981 entre o Equador e o Peru sobre o controle de três postos disputados. Enquanto o Peru acreditava que o assunto havia sido decidido na guerra equatoriana-peruana de 1941, o Equador não concordava com o Protocolo do Rio de Janeiro. Mais tarde, em 1998, os avalistas do Protocolo do Rio decidiram que a fronteira da zona não delimitada era de facto a linha da Cordilheira de Cóndor, tal como o Peru tinha vindo a afirmar desde a década de 1940.
O conflito começou em 22 de janeiro de 1981, dia em que o governo peruano denunciou o atentado a uma de suas aeronaves que realizava uma missão de abastecimento com destino a postos de vigilância fronteiriça do rio Comaina. O presidente peruano, Fernando Belaúnde Terry, ordenou a fiscalização do rio até sua nascente, localizada no lado oriental da Cordilheira do Condor. Nessa fiscalização, três destacamentos equatorianos foram encontrados juntos no território considerado Peru pelo Governo peruano de acordo com os tratados anteriores. Esses destacamentos capturaram os antigos postos de observação nº 22, 3 e 4.
A posição equatoriana indicava que esses destacamentos correspondiam à base "Paquisha" estabelecida em território equatoriano. Mas, após aferição das coordenadas, constatou-se que não correspondiam à referida Paquisha aceita no Protocolo do Rio de Janeiro, mas, como descreveu o presidente peruano Fernando Belaúnde, a uma "falsa paquisha", nome que ele deu por capaz de distingui-lo facilmente do primeiro Paquisha que era legal pelo Protocolo do Rio de 1942.
Na sequência do incidente, ambos os lados aumentaram sua presença militar ao longo da área da Cordilheira do Cóndor e do Vale do Cenepa, iniciando uma espiral crescente de tensão e de provocação que, finalmente, resultou em um outro confronto militar em 1995, a Guerra de Cenepa.
Enquanto a que a denominação Guerra de Paquisha é amplamente utilizada pela comunidade internacional e pelo Equador, em espanhol este incidente é também conhecido como Guerra do Falso Paquisha devido a que Equador tinha estabelecido destacamentos dentro de território peruano chamando de Paquisha (igual a um existente no Equador) utilizando a estrategia da doble toponímia e confundir a opinião internacional, ocasionalmente, como Incidente de Paquisha.